# Ommata gracilis
Ommata gracilis là một loài bọ cánh cứng trong họ Cerambycidae.